# 19e régiment du génie
Le 19e régiment du génie est l'héritier du 19e bataillon du génie d'Afrique qui s'installe à Hussein-Dey en Algérie en 1899. Sa création remonte à 1876 au sein du 2e régiment du génie.
En 1901, il devient 26e bataillon du génie. Siam, Tonkin, Chine, Madagascar furent les lieux d'engagement des Sapeurs de ces deux bataillons.
En 1914, le 1er mai, le 26e bataillon du génie est dissous et devient 19e bataillon du génie formant corps autonome. Sa conduite au cours de ce conflit vaut à son drapeau les inscriptions VERDUN 1916 et LA MALMAISON 1917.
Le génie en Afrique du Nord est réorganisé. Les 32e et 45e bataillons du génie sont créés à partir des éléments du 19e BFC. Ils s'illustrent lors de la campagne du Rif. En 1935, les deux bataillons sont réunis pour former le 19e régiment du génie. 
 Le 19e RG est également l'héritier du 82e BG, créé à Hussein-Dey et rattaché à la 4e division marocaine de montagne après la campagne de Tunisie de 1942-1943, et du 151e régiment du génie. Il conserve également une partie du patrimoine et des traditions du 5e régiment du génie, dissous en juin 2010, dont il a repris les missions.

## Principales dates
- 1876 : création du 19e bataillon du génie (19e BG) au sein du 2e régiment du génie (2e RG).
- 1899 : installation du 26e bataillon de génie (26e BG) à Hussein Dey en Algérie.
- 1914 : création du 19e bataillon du génie autonome (19e BGA) à partir du 26e BG.
- 1914-1918 : Grande Guerre.
- 1925 : guerre du Rif au Maroc.
- 1935 : création du 19e régiment du génie (19e RG) .
- 1942-1945 : campagnes de Tunisie, de Corse, de France et d’Allemagne.
- 1946 : retour à Hussein Dey.
- 1949-1954 : guerre d'Indochine.
- 1952-1962 : guerre d'Algérie.
- 1964 : installation à Besançon.
- 1996 : début de la professionnalisation du 19e RG[3].
- 2010 : dissolution du 5e régiment du génie, rattachement au 19 des compagnies de Mourmelon (51e CADL et 53e CSR) et de Canjuers (52e CADL).
- 2015 : subordination à la 1re division, transfert de la 3e compagnie de combat qui devient la 4e compagnie de combat du 13e RG à Valdahon, accueil de la 973e compagnie d'appui au déploiement opérationnel en provenance du 6e RG.

## Création et différentes dénominations
Le 19e bataillon du Génie, en garnison en Algérie était administré par le 7e régiment du génie (7e RG).
En 1901, à partir des 2e régiment du génie (2e RG) et 7e régiment du génie (7e RG), le 26e bataillon du génie est créé à Hussein Dey avec quatre compagnies et deux détachements : les compagnies 12/4, 16/4, 17/4, 19/4, détachement de télégraphistes et détachement de sapeurs conducteurs.
Le 26e bataillon est dissous en avril 1914 et fait place aux 19e et 29e bataillon. Ces deux bataillons formant corps sont en Afrique du Nord. Le 19e à Hussein Dey et le 26e à Bizerte. Les compagnies présentent à Hussein Dey et à Bizerte changent de numéro et deviennent 19/X et 29/X.
Le 19e bataillon du génie formant corps est créé le 1er mai 1914. Il est dissous le 1er mai 1923, en 1925 il devient les 32e et 45e bataillons du Génie, les deux bataillons sont dissous en 1935. La même année est formée le 19e régiment du génie le 15 octobre 1935. Il s'illustre au cours de la seconde Guerre mondiale, il est dissous le 2 septembre 1939, devient Dépôt no 19. Re-Créé le 1er septembre 1940 et dissous le 16 novembre 1942, devient Dépôt no 19. Le Dépôt existe jusqu'en septembre 1943. Le 1er octobre 1943, le Dépôt devient COG no 35. Le 19e régiment du génie est reconstitué à Hussein Dey le 1er janvier 1946, par regroupement de ses unités dérivées. La 19e compagnie de marche du génie, issue du 19e RG participe à la guerre d'Indochine de 1949 à 1955. Dès 1954, le 19e RG est impliqué dans la guerre d'Algérie. Après les accords d'Evian en 1962, le 19e RG reste en Algérie jusqu'au 11 mai 1964. Le 13 mai 1964 il est en garnison à Besançon, au quartier Vauban, qu'il quitte en 2006 pour s'implanter au nouveau quartier Joffre.

## Chefs de corps
- 1935 - 1937 : colonel Arnould

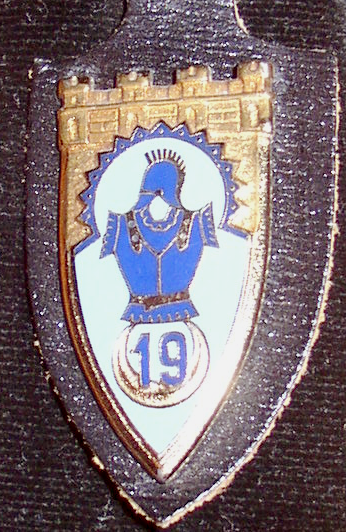
Insigne régimentaire du 19e régiment du génie

- 1937 - 1939 : colonel Jean-Edouard Verneau († en déportation le 15 septembre 1944)
- 1980 - 1982 : colonel Max Robert († juillet 2019)
- 1982 - 1984 : colonel Michel Rufin
- 1984 - 1986 : colonel Philippe Mansuy
- 1986 - 1988 : colonel Henri Marescaux († avril 2021)
- 1988 - 1990 : colonel Michel de Colnet
- 1990 - 1992 : colonel Alain Richard
- 1992 - 1994 : colonel Alain Bariller († novembre 2015)
- 1994 - 1996 : colonel Louis Dubourdieu
- 1996 - 1998 : colonel Francis Delbart
- 1998 - 2000 : colonel Jean-Michel Destribats († septembre 2021)
- 2000 - 2002 : colonel Manuel Guillamo
- 2002 - 2004 : colonel Jacques Laparra
- 2004 - 2006 : colonel Serge Martigny
- 2006 - 2008 : colonel Rémi Fouilland
- 2008 - 2010 : colonel Frédéric Richaud
- 2010 - 2012 : colonel Jean-Michel Fouquet
- 2012 - 2014 : colonel Philippe Dodane
- 2014 - 2016 : colonel Arnaud de Richoufftz de Manin
- 2016 - 2018 : colonel Christophe Bizien
- 2018 - 2020 : colonel Fabien Delacotte
- 2020 - 2022 : colonel Jean-Charles Camps
- 2022 - 2024  : colonel Gaëtan Clin
- 2024 - ... : colonel Clément Torrent

## Historique des garnisons, combats et bataille

### Première Guerre mondiale
Garnison à Hussein Dey. Les compagnies sont envoyées en métropole.

#### Compagnies du régiment durant la guerre
Le 19e BG est engerbé avec la 19e DICM
Rattachement de ses unités à la mobilisation :
- la Cie 19/1 est rattachée à la compagnie divisionnaire de la 37e DI
- la cie 19/2 est rattachée à la compagnie divisionnaire de la 38e DI
- la Cie 19/2M sera souvent avec la division Marocaine.
- la Cie 19/3 quitte l'Afrique du Nord en août 1914. Elle est détachée à la VIe armée. Le 21 novembre 1914, elle passe à la 55e DI de réserve. Elle passe ensuite à la 58e DI en avril 1917, puis à la 81e DI. Cette dernière, dissoute en janvier 1918, devient la 1re DCP La 19/3, Cie divisionnaire de la 1re DCP, termine la campagne en Champagne et en Argonne de septembre 1918 à novembre 1918. Elle quitte l'Alsace en avril 1919, embarque à Bordeaux à destination de Casablanca et rejoint Kasba Tadla.
- la Cie 19/21, puis 19/5, compagnie de chemin de fer[note 2]
- la Cie 19/31 dont une section est rejoint la  41e DI (1re Armée) en août 1914 et une section renforcera la compagnie de télégraphistes du 8e RG le 15 septembre 1914

Il y aura aussi des compagnies moins connues comme la 19/14 créée en septembre 1914 commandée la capitaine Maitre-Devallon ; elle sera quelque temps avec le 2e Zouave à Quennevieres.
Il est décidé dès le mois de décembre 1914 de doubler les effectifs du Génie engagés au profit des divisions d'Infanterie. En 1915 il y aura la création de nouvelles compagnies au 19e BG, à la suite de l'accroissement des missions confiés au Génie ; Cie 19/51, 19/52,19/52M.

### Entre-deux-guerres
Devenu 32e BG en 1925, il participe aux combats dans le Rif marocain contre Abdel Krim. Cette campagne se voit récompensée par l'inscription MAROC 1925 qui vient s'ajouter à son Drapeau. Lui aussi issu du 19e BG, le 45e BG combat au Maroc et participe à la réalisation de l'infrastructure ferroviaire de l'Afrique française du Nord. Le 19 se regroupe à nouveau à Hussein Dey. Commence alors une période de restructuration successives. Les deux bataillons sont dissous en 1935.
Le 16 octobre 1935, le 19 devient régiment. Il est transformé en dépôt de guerre le 3 septembre 1939, à la déclaration de guerre entre la France et l'Allemagne, avant de reprendre l'appellation de "régiment" en septembre 1940

### Seconde Guerre mondiale
Dès le mois de novembre 1942, après la signature des accords entre l'amiral Darlan et le général Eisenhower, l'armée française, sous le haut-commandement du général Giraud, reprend le combat contre l'Allemagne, et le 19e régiment du génie dans son intégralité s'engage alors dans la campagne de Tunisie dont le but est de détruire la Deutsches Afrikakorps et de libérer l'Afrique du Nord de toute présence allemande. 
Une fois fait, les éléments du 19e régiment du génie dont le 82e bataillon du génie, le 83e bataillon du génie et le 151e régiment débarquent sur le continent européen et participent aux campagnes d'Italie, puis de France et d'Allemagne au sein du corps expéditionnaire français. Le 82e bataillon du génie participe à la libération de la Corse. Partout où ils passent, les sapeurs du 19 font preuve d'une ténacité exemplaire.
Son drapeau s'enrichit de quatre inscriptions sur son drapeau : TUNISIE 1942-1943, ITALIE 1943-1944, FRANCE 1944-1945, ALLEMAGNE 1945.

### De 1945 à nos jours
En 1946, le 19 retrouve à Hussein-Dey la caserne Lemercier. Une de ses compagnies, la 19e compagnie de marche du génie, participe au conflit indochinois de 1949 à 1955.
De 1954 à 1964, le 19 vit durement les évènements d'Algérie dû à son ancienneté en Afrique du Nord ; à l'issue de ce conflit, il participe à l'organisation du départ pour la France en 1964. Le 19 est arrivé en gare de Besançon le 13 mai 1964 à 4h45, en provenance de Hussein-Dey. À sa tête, il y avait le commandant Durieux, accompagné de 18 officiers, 60 sous-officiers et de 300 hommes de troupe, ainsi qu'une demi-douzaine de chiens bergers allemands.
En 1968, il est organisé en régiment du génie de corps d'Armée avant de devenir, le 1er août 1977, le régiment du génie de la 7e division blindée.
En 1992, le régiment est projeté en Bosnie-Herzégovine.

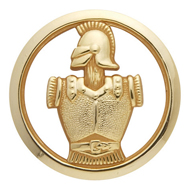
Insigne de béret du génie

En 1995, il adapte ses structures et se constitue dès lors en six compagnies :
- 1re CCB (compagnie de combat blindé)
- 2e CCB (compagnie de combat blindé)
- 3e CAF (compagnie d'aide au franchissement)
- 5e CAF (compagnie d'aide au franchissement)
- 11e CDI (compagnie de défense et instruction)
- 21e CCL (compagnie de commandement et Logistique)

En 2006, le 19e régiment du génie s'installe dans le nouveau quartier Joffre à Besançon.
En 2010, après la dissolution du 5e RG, le 19e RG intègre trois nouvelles compagnies, la 51e CADL (compagnie d'appui au déploiement lourd) et la 53e CSR (compagnie spécialisée de réserve) implantées à Mourmelon ainsi que la 52e CADL (compagnie d'appui au déploiement lourd) implantée à Canjuers.
De 2011 à 2013, la 1re CCG (compagnie de combat du génie) participe aux combats en Afghanistan, elle est décorée de la croix de la Valeur militaire avec étoile de vermeil.
Le 20 décembre 2017, le général de division Frédéric Blachon remet au drapeau du 19e RG la croix de la Valeur militaire. 
De 2015 à aujourd'hui, le 19e RG participe à toutes les missions extérieures dans lesquelles la France est engagée : Côte d'Ivoire, Tchad, Mali, République Centrafricaine, Liban, Gabon, Djibouti, Niger, Guyane, Nouvelle-Calédonie, Polynésie. Le régiment participe activement à l'opération Sentinelle. 
En 2022, le régiment est déployé parmi les premiers éléments français projetés en Roumanie, dans le cadre de l'opération Aigle. Prenant la tête du détachement génie multinational, le 19e RG œuvre pendant plusieurs mois pour aménager le camp de Cincu. 

## Le régiment aujourd'hui

### Subordinations
Le régiment est subordonné à la brigade du génie du commandement de l'appui et de la logistique de théâtre.

### Mission
Le 19e RG était le régiment d’appui génie de la 1re division de 2016 à 2024. Depuis septembre 2024, il fait partie de la brigade du génie. Il détient deux composantes majeures et parfaitement complémentaires : l’appui génie au combat et l’appui au déploiement, ce qui fait de lui le régiment le plus complet et le plus polyvalent du génie et le rend capable d’intervenir sur tout le spectre des engagements opérationnels, sur court préavis.

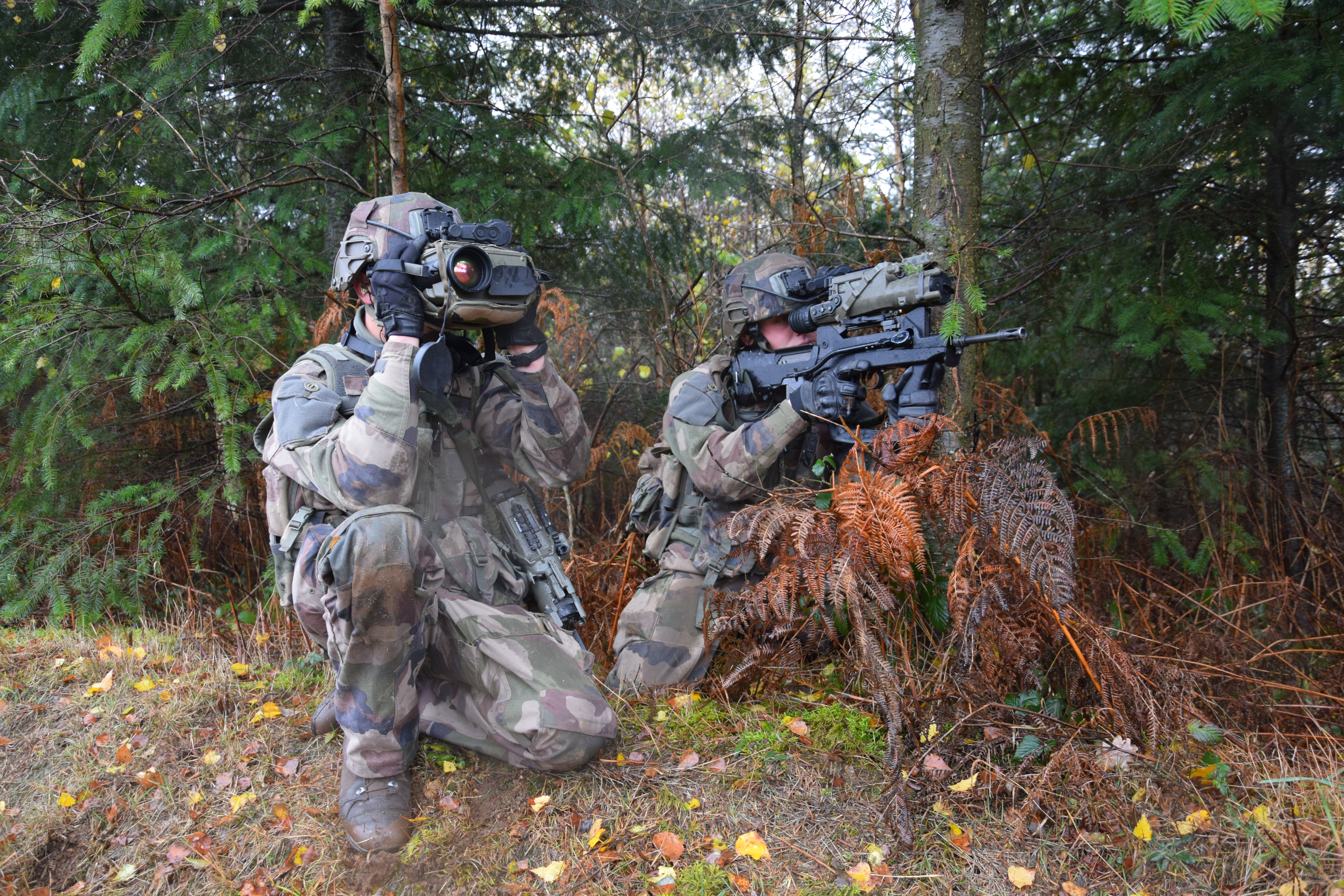
Sapeurs de combat du, en tenue de combat FELIN.

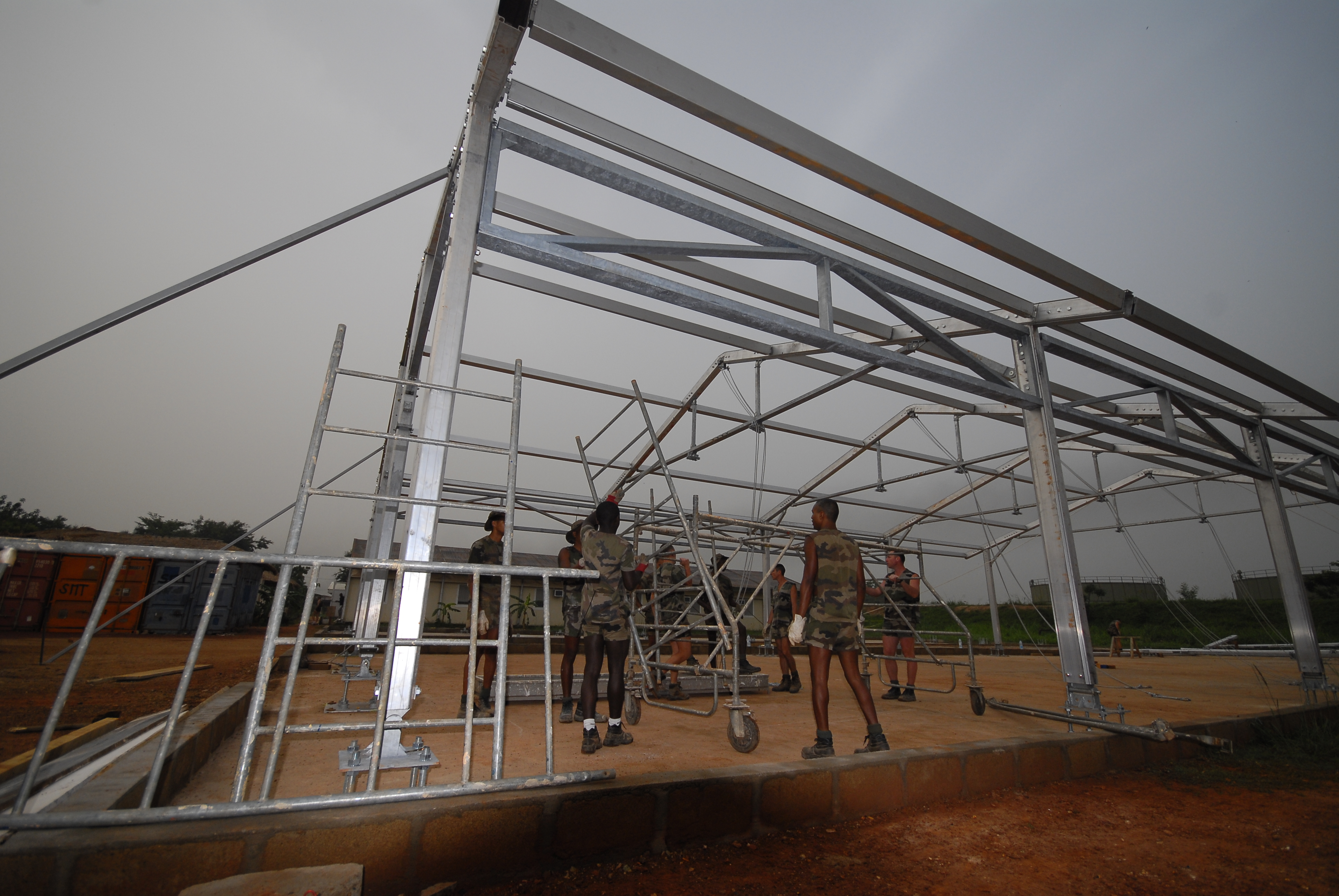
Construction d'un abri metallo-textile par la Compagnie d'Appui au Déploiement Opérationnel du en Centrafrique.

Outre ses capacités de combat au contact et d’ouverture d’itinéraires et de franchissement, il détient des sections spécialisées : fouille opérationnelle spécialisée, équipes de déminage NEDEX/EOD, plongeurs de combat du génie.

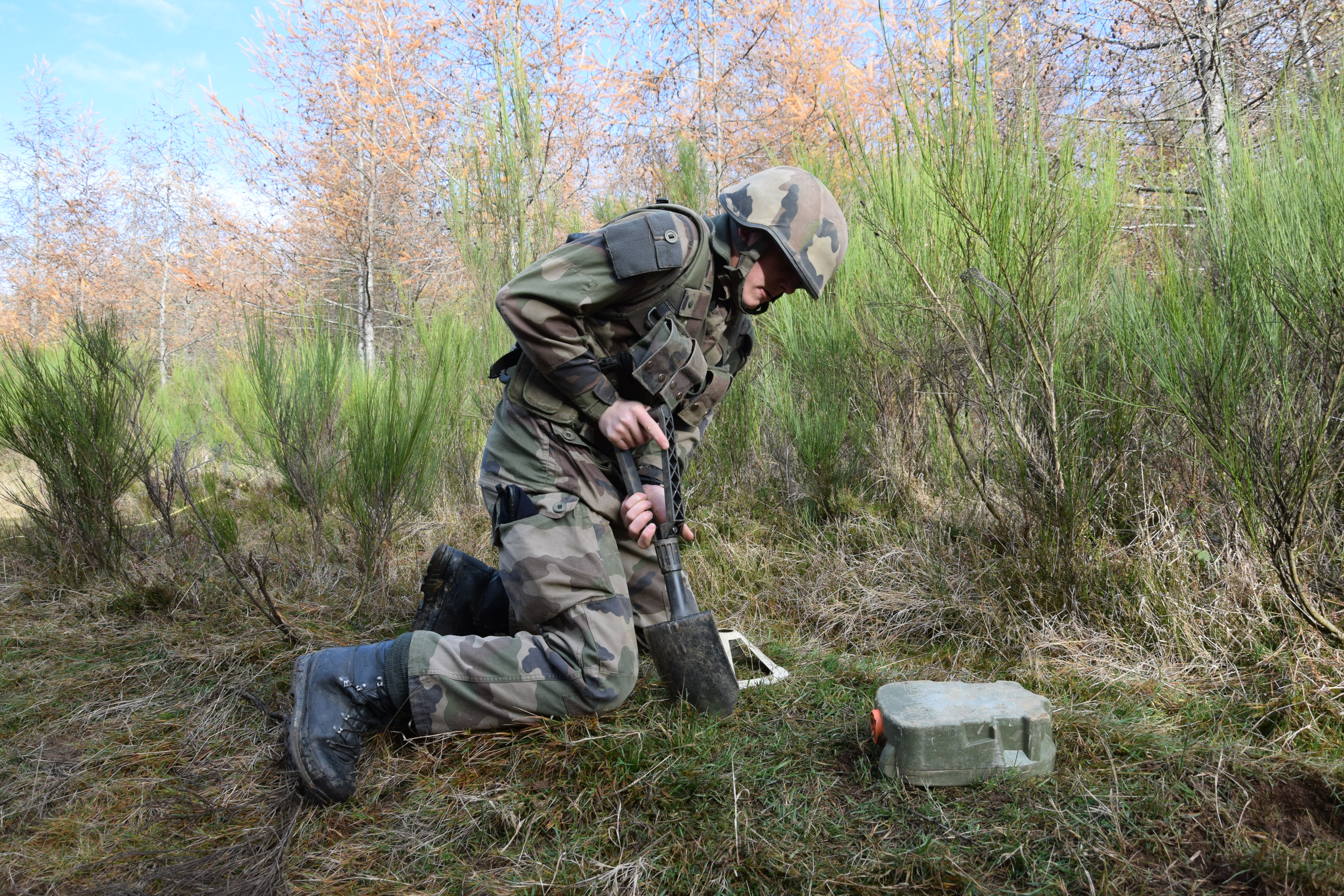
Sapeur de combat du réalisant un bouchon de mines antichar.

Il est également l’unique dépositaire des savoir-faire d'appui au déploiement lourd, qui lui permettent de réaliser la plupart des chantiers de type travaux publics, en France comme sur les théâtres d’opérations extérieures. Il est aussi un spécialiste reconnu des travaux de voie ferrée, de la production de matériaux, du traitement des sols et enduits superficiels.

### Composition
Depuis 2016, le régiment est organisé en neuf compagnies (dont 2 de réserve) et comporte 1 630 hommes dont 300 réservistes:
- la 21e CCL (compagnie de commandement et de logistique),
- les 1re et 2e CCG (compagnie de combat du génie),
- la 22e CA (compagnie d'appui franchissement, aide au déploiement, mobilité et contremobilité, traitement de l'eau),
- la 973e CADO (compagnie d'appui au déploiement opérationnel),
- la 5e CIR (compagnie d'intervention de réserve)
- la 51e CADL (compagnie d'appui au déploiement lourd), ancienne 1re compagnie de travaux du 5e RG stationnée à Mourmelon.
- la 52e CADL (compagnie d'appui au déploiement lourd), ancienne 3e compagnie de travaux du 5e RG stationnée à Canjuers.
- la 53e CSR (Compagnie Spécialisée de Réserve)[6], ancienne 5e compagnie de Travaux du 5e RG et désormais stationnée à Mourmelon. La 53 a reçu son fanion le 5 juillet 2010 lors de la passation de commandement.

### Chant régimentaire
C'est nous les sapeurs d'Afrique
Toujours présents dans toutes les campagnes,

De Verdun à La Malmaison,

En Italie, en France, en Allemagne,

Notre patrie nous libérions,

Gloire au 19e régiment.

C’est nous les sapeurs d’Afrique, qui avons parcouru le monde,

C’est nous qui avons toujours donné nos cœurs et servi la France,

C’est nous les sapeurs d’Afrique, qui marchons avec espérance,

Notre devise, souvent construire, parfois détruire, toujours servir.

En Algérie et en Indochine,

Beaucoup des nôtres sont tombés,

Notre Drapeau s’est couvert de gloire,

Suivons la trace de nos aînés,

Gloire au 19e régiment.

Dans le Djebel, les monts et les plaines,

Bravant le feu et l’ennemi,

Avec nos bras, nos engins, nos peines,

Routes et ponts avons construits,

Gloire au 19e régiment.

Ô Métropole, ô Mère Patrie,

Nous qui t’avons toujours aimée,

Te servirons toute notre vie,

Avec honneur, fidélité,

Gloire au 19e régiment.

## Inscriptions sur le drapeau

Drapeau du.

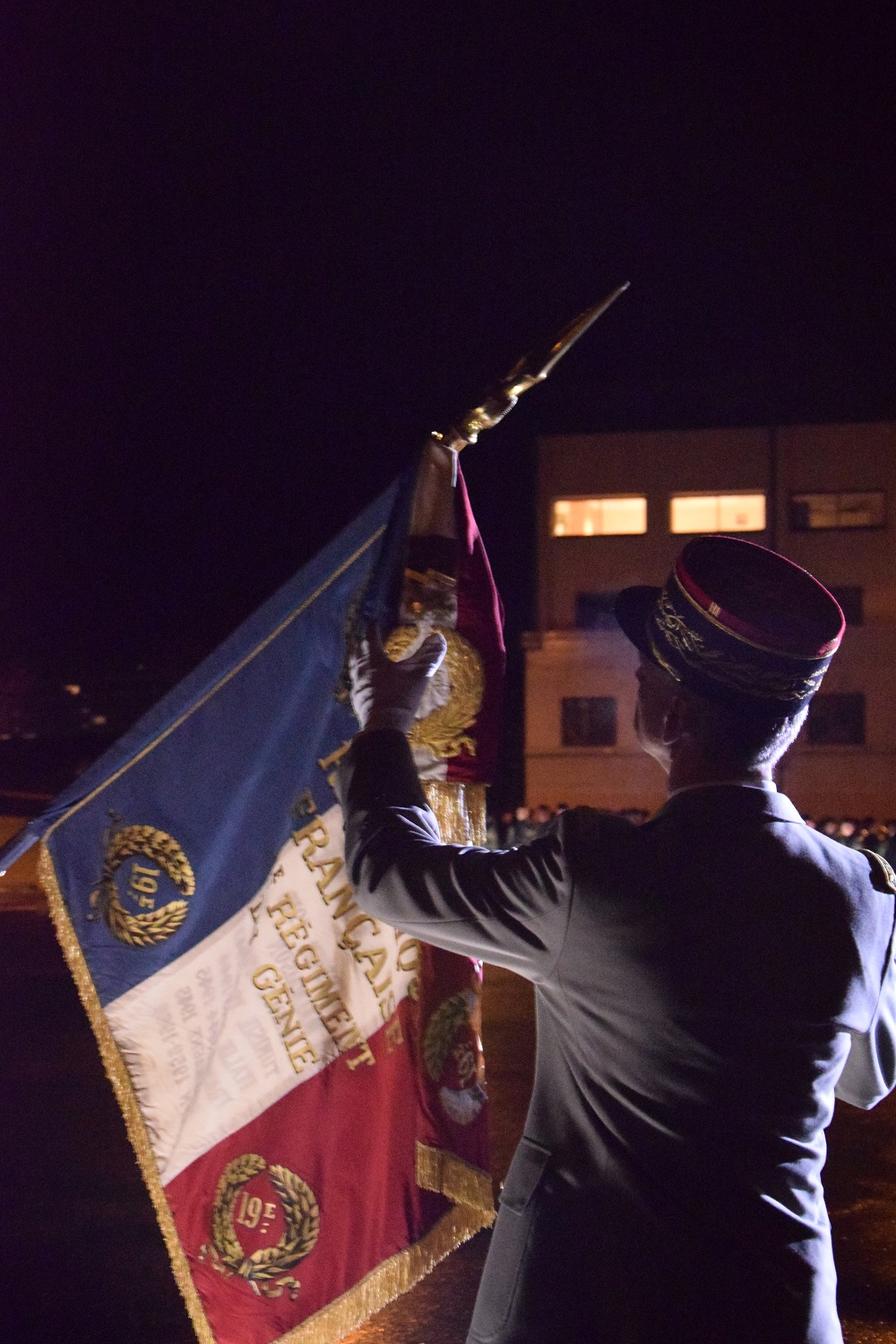
Le général de division Frédéric Blachon remet au drapeau du la croix de la Valeur militaire, le 20 12 2017.

Il porte, cousues en lettres d'or dans ses plis, huit noms de batailles :
- Verdun 1916
- La Malmaison 1917
- Maroc 1925
- Tunisie 1942-1943
- Italie 1943-1944
- France 1944-1945
- Allemagne 1945
- AFN 1952-1962

Le drapeau du régiment est décoré de deux croix de guerre 1939-1945 avec palme et étoile de vermeil, ainsi que la croix de la Valeur militaire pour son action au Sahel depuis 2013 dans le cadre de l'opération Barkhane. Trois compagnies sont titulaires de la croix de guerre 1914-1918 et ont droit au port de la fourragère.

## Les fourragères
Actuellement, les unités élémentaires suivantes ont droit au port de la
fourragère aux couleurs de la croix de guerre 1914-1918 conformément
aux filiations ci-après :
- la compagnie de commandement et de logistique (Ordre général 58F du 9 novembre 1917), héritière de la 19/52 du 2e RG
- la 1re compagnie de combat (Ordre général 132F du 15 octobre 1918), héritière de la 19/51 du 2e RG
- la 2e compagnie de combat (Ordre général 58F du 9 novembre 1917)[9].

## Fanions des unités élémentaires et décorations
- Compagnie de commandement et de logistique
  - Couleurs : gris et blanc
  - Héritière de la 19/52 du 2e RG
- Croix de guerre 1914-1918, trois palmes et une étoile d’argent
  - Fourragère aux couleurs de la croix de guerre 1914-1918
  - La décoration, sur le fanion, est accrochée sur une cravate portant l’inscription 19/52.
- 22e compagnie d’appui
  - Couleurs: garance et vert
  - Héritière de la compagnie de marche d’Indochine
  - Croix de guerre des Théâtres d’Opérations Extérieures, une étoile de vermeil
  - La décoration sur le fanion, est accrochée sur une cravate portant l’inscription compagnie de marche d’Indochine.
- 1re compagnie de combat du genie
  - Couleur: bleu foncé
  - Héritière de la 19/51 du 2e RG
  - Croix de guerre 1914-1918, deux palmes
  - Croix de guerre 1914-1918 une étoile d’argent
  - Fourragère aux couleurs de la croix de guerre 1914-1918
  - La décoration, sur le fanion, est accrochée sur une cravate portant l’inscription 19/51.
- 2e compagnie de combat du génie
  - Couleur: garance
  - Croix de guerre 1914-1918, deux palmes et une étoile d’argent
  - Fourragère aux couleurs de la croix de guerre 1914-1918.
- 5e compagnie d’intervention de réserve
  - Couleur: bleu roi et bleu ciel
- 51e compagnie d'aide au déploiement lourd[10]
- 52e compagnie d'aide au déploiement lourd
- 973e compagnie d'appui au déploiement opérationnel (CADO)
  - Couleur : vert et blanc
- 53e compagnie spécialisée de réserve
  - Couleur: blanc et orange

## Devise
« Entreprendre et réussir »

## Insigne
Écu français ancien, allongé d’or, crénelé en chef à quatre
merlons, à une porte mauresque ouverte d’azur clair, chargée en
pointe d’un croissant d’or broché du nombre 19 d’azur, soutenant
une cuirasse et un pot-en-tête d’azur foncé.
C’est le colonel Arnould, chef de corps en 1935, qui fit réaliser le
premier dessin de cet insigne et le fit graver sur les piliers d’entrée
du cantonnement. Le premier modèle en métal fut édité en 1936.
En plus de la cuirasse et du pot-en-tête, du numéro du régiment et
du croissant des unités d’Afrique, l’insigne est centré sur la
représentation de la porte Est de Fort l’Empereur, qui constituait la
ligne fortifiée de défense d’Alger. Cette porte et les fortifications
avaient été dessinées de mémoire par le commandant Boutin,
sapeur et aussi agent secret de Napoléon.
L’insigne du 19 a toujours eu les mêmes éléments constitutifs et
une même disposition d’ensemble. Ont varié :
- la forme de l’écu et sa taille,
- le nombre de créneaux,
- les couleurs d’émail et la fabrication[11].

Le premier modèle comporte quatre créneaux, ce qui est la
représentation exacte du site. La couleur du fond rappelle celle du
ciel d’Algérie.
Le deuxième modèle (1940/42) plus long et plus étroit n’a que
deux créneaux.
Le troisième modèle, porté pendant la campagne de Tunisie et
conservé à Alger par le Centre d’organisation du génie no 35 est
également de taille différente et n’a que deux créneaux.
Enfin, le modèle homologué reprend la forme normale avec trois
créneaux.
Seules les fabrications et couleurs varient en fonction de
l’industriel réalisateur.
L’insigne du 19e régiment du génie a été homologué le 13 juin 1947 par DM no 5923/EMA/B1 sous le numéro H 215.
Pendant la campagne d’Indochine, la 19e compagnie de marche a
eu deux insignes se différenciant par leur revers. L’un d’entre eux
porte en effet un numéro de secteur postal.

## Personnalités ayant servi au19eRG
- Le général Jean-Édouard Verneau, ancien chef de corps du 19e régiment du génie
- Alain Mimoun, champion olympique du marathon en 1956. Engagé dans le Génie au 19e régiment du génie, il sert pendant la Seconde Guerre mondiale au 83e BG. Le bataillon est d'abord engagé au profit de la division de Constantine en 1942 pour la Campagne de Tunisie puis avec la 3e DIA, au sein du C.E.F.I, il participe à la campagne d'Italie. Blessé à Monté Cassino, le sergent chef Mimoun est décoré de la croix de guerre 1939-1945 avec 4 citations. Affecté par la suite au 32e BG, il est démobilisé au 19e RG à l'issue de la guerre[13].
- Le coureur cycliste Bernard Thévenet vers 1967.
- L'historien Pierre Razoux en 1988-1989[14].

## Sources et Bibliographie
- Précis des unités du Génie de 1793 à 1993 (ND) par le Cne(er) Giudicelli et le Maj(er) Dupire.
- 19e régiment du génie: recueil de traditions, 2009
- Historique du 19e régiment du génie 1876-1992 (12 volumes)
- Christophe Lafaye, « L'Arme du Génie de 1945 à nos jours », Histoire & Stratégie, no 22,‎ juin-août 2015, p. 48-49 (lire en ligne, consulté le 19 décembre 2022).
- Christophe Lafaye, ENTREPRENDRE ET RÉUSSIR : Histoire du 19e régiment du génie, Paris, Pierre de Taillac Editions, 2016 (août), 175 p. (ISBN 978-2-36445-067-7)
- Christophe Lafaye, « Le génie et la transformation permanente (1992-2016) », DSI, no 125,‎ septembre-octobre 2016, p. 58-65.
- Christophe Lafaye et Paul-Marie Vachon, « Le génie dans la bande sahélo-saharienne. Poursuite de la transformation de l'Arme », DSI, no hors série 60,‎ juin-juillet 2018, p. 88-93.